# Molione trispinosa
Molione trispinosa är en spindelart som först beskrevs av O. Pickard-Cambridge 1873.  Molione trispinosa ingår i släktet Molione och familjen klotspindlar.
Artens utbredningsområde är Sri Lanka. Inga underarter finns listade i Catalogue of Life.